# 藤枝昭信
藤枝 昭信（ふじえだ しょうしん、1907年2月25日 - 1964年1月13日）は、日本の皮革業者、政治家。参議院議員（1期）。

## 経歴
奈良県出身。奈良県運動工業組合連合会理事長、日本靴工業組合連合会大阪事務所長、日本靴配給（株）重役、奈良県運動具統制組合、同県ゴム被服類統制組合各理事長、三宅村長、（株）藤枝冷凍製氷所、藤枝産業（株）各社長となる。
1948年の参議院奈良県地方区の補欠選挙に日本社会党公認で立候補して当選した。参議院議員を1期務めた。1964年1月13日死去、57歳。死没日をもって勲四等瑞宝章追贈、従五位に叙される。

## 人物
部落解放運動の活動家木村京太郎は『部落（43）』で、各界に活躍する奈良県の被差別部落出身者として藤枝昭信の名前を挙げている。住所は奈良県磯城郡三宅村上但馬（現・三宅町）。